# Лаума
Лаума (латис. Lauma, лит. Laumė) — в східнобалтійській міфології жіноче божество, небесна відьма. Іноді розглядається як дружина громовержця Перкунаса, іноді як повелителька кошмарів. У латиській мові веселка зберігає сенс «пояса Лауми» 